# Sociale psychologie
Sociale psychologie werd door Floyd Henry Allport aanvankelijk gedefinieerd als de 'wetenschappelijke studie naar menselijk gedrag en bewustzijn' (1924). Zijn broer Gordon Allport concretiseerde deze definitie, jaren later, als 'de studie naar hoe (menselijke) gedachten, gevoelens en gedragingen worden beïnvloed door de werkelijke, ingebeelde of gewenste aanwezigheid van anderen'. Genoemde 'ingebeelde anderen' zijn bijvoorbeeld de televisie, of culturele normen.
Sociaal psychologen verklaren menselijk gedrag uit een combinatie van respectievelijk persoonlijke factoren, sociale interacties, en de historische context voorafgaand aan de situatie.
Het vakgebied van de sociale psychologie controleert en onderbouwt, net als de sociologie, hypotheses met kwalitatief en kwantitatief onderzoek. Er wordt met name gepubliceerd over experimentele en vragenlijst-studies. Een beperking van het vakgebied is dat de theorieën specifiek kunnen zijn, en niet breder toepasbaar. De accuratesse is echter vrij hoog. De voorspellende waarde voor het alledaagse gedrag dient situationeel bekeken te worden, omdat de interactie met de omgeving en de historie, zoals eerder geschetst, van invloed zijn.
Sociale psychologie is een toepassingsgebied, dat de kloof tussen psychologie en sociologie verkleint. De focus ligt op het onderzoeken van individuele reacties op sociaal relevante stimuli (prikkels, omgevingsinvloeden), en deze te vertalen in praktisch toepasbare concepten. Dit is een belangrijk onderscheid met de veel algemenere opzet van de sociologie, die bijvoorbeeld landen of volkeren bestudeert, en met de algemene psychologie. In de jaren direct na de Tweede Wereldoorlog werd er frequent samengewerkt tussen psychologen en sociologen (Sewell, 1989). De twee verwante vakgebieden zijn de laatste jaren echter toenemend gespecialiseerd en gescheiden van elkaar geraakt, zoals ook elders in de  wetenschap het geval is. Sociologen leggen de nadruk op "macrovariabelen" (bijvoorbeeld sociale structuren), sociaal psychologen op microvariabelen (sociaal relevante stimuli voor het individu). 
Er is een verschil tussen Amerikaanse en Europese sociaal psychologen. Traditioneel onderzoeken Europese sociaal psychologen proefpersonen binnen een groep, terwijl hun Amerikaanse collega's de nadruk leggen op het individu. (Moscovici & Markova, 2006). De Amerikaanse sociale psychologie heeft bovendien een voorkeur voor experimentele studies, terwijl de Europese sociale psychologie vaker ruimte laat voor interpretatieve en mixed-method studies, en het begrip 'sociaal' breder opvat (Moscovici, 2000).

## Geschiedenis
De sociale psychologie ontstond als discipline in de Verenigde Staten, rond 1900. De eerste gepubliceerde studie die door een enkeling tot dit vakgebied gerekend wordt is van Norman Triplett (1898) over sociale facilitatie. Dit betrof echter een studie met kinderen, en de vraag rijst of men de resultaten kan extrapoleren (uitbreiden) naar volwassenen. Hoe wetenschappelijk de opzet was is onbekend. Algemeen worden Wilhelm Wundt (Europa) en Hugo Munsterberg (VS) als grondleggers van de wetenschappelijke sociale psychologie gezien (L. Koppes, 2007). Anderen memoreren Floyd Allport, Sigmund Freud, Piaget. Belangrijke overeenkomst is dat al deze psychologen de fysiologie als vertrekpunt hadden. De biologische voorgeprogrammeerde ontwikkeling (nature) en de geconditioneerde respons (nurture).  
Tijdens de jaren ‘30 vluchtte een aantal joodse psychologen vanuit nazi-Duitsland naar de Verenigde Staten. Een van hen was Kurt Lewin. Samen met zijn gevluchte collega's zorgde hij voor de ontwikkeling van de discipline, zodat deze los kwam te staan van de dominante disciplines van dat moment, het behaviorisme en de psychoanalyse. 
Tijdens de Tweede Wereldoorlog bestudeerden Amerikaanse sociaal psychologen beïnvloeding en propaganda voor het leger van de Verenigde Staten. Bovenal werden ze ingeschakeld voor het rekruteren van nieuwe soldaten. Hiermee ontstond het vakgebied van de psychotechniek, de inzet door bedrijven van psychologen bij werving van personeel. Na de oorlog kwam het accent te liggen op maatschappelijke probleemgebieden als racisme. In de jaren 1960 ontstonden enkele nieuwe onderzoeksgebieden, waaronder cognitieve dissonantie, de weerstand die omstanders hebben om in te grijpen in noodgevallen (het omstandereffect), en agressie. Hierna ontstond volgens sommigen een crisis in het vakgebied, toen in de jaren ’70, onder leiding van Kenneth Gergen, het sociaal constructivisme zijn intrede deed. Deze rationalistische stroming, die was gericht tegen het empirisch ingestelde logisch positivisme, meende dat experimenten alleen, niet voldoende inzicht gaven in het daadwerkelijke gedrag van mensen. Eenzijdig empirisme zou afbreuk doen aan de taakstelling van de sociale psychologie (bron?). 
Er is in de VS niettemin belangrijk onderzoek gedaan naar groepsdynamiek en leiderschap, interactie-processen, chemie tussen personen, het effect van beloning, en de complexiteit van agressie. Hedendaagse onderzoekers, zoals aan de London School of Economics, zouden meer nadruk leggen op hoe mensen samen betekenis geven aan de wereld, en hoe deze sociale representaties vervolgens hun gedrag beïnvloeden. Belangrijk bij elk nieuw wetenschappelijk inzicht is de terugkoppeling naar eerder onderzoek. Eerder verkregen resultaat kan ongeldig worden, of gefalsifieerd, door nieuw onderzoek. 
Tijdens de industriële revolutie kwam het vakgebied van de industrial psychology op, in Nederland bekend als de arbeids- en organisatiepsychologie. Er is een aanzienlijke overlap met de sociale psychologie. En mogelijk een verschil in imago door focus op commerciële aspecten: 'hoe past de mens bij de situatie' versus 'hoe past de situatie bij de mens' (Laura L. Koppes, 2007). 
De sociale psychologie ontwikkelde zich verder in de jaren ’80 en ’90. Modern onderzoek omvat een grote variëteit aan onderwerpen, met name attributie-processen, sociale cognitie, groepsprocessen en leiderschap, en onderzoek naar het zelfconcept. Resultaten daarvan zijn toepasbaar in bijvoorbeeld sociaal & organisatiepsychologisch advies, loopbaanadvies, werving & selectie en veranderkunde. In Nederland zou het vakgebied van de sociale cognitie sterk vertegenwoordigd zijn, evenals onderzoek naar sociale rechtvaardigheid, emoties en de nauw gerelateerde discipline van de organisatiepsychologie (bron?).
Overzichten van de geschiedenis van de sociale psychologie:
1. Farr, R.M.(1996). The roots of modern social psychology, 1872–1954
2. Farr, R.M.(1991). The long past and the short history of social psychology
3. Jansz, Jeroen (2009), A social history of psychology
4. Kruglanski, A.W., Stroebe, W. (2012). Handbook of the History of Social Psychology. Hove: Psychology Press.

Meningen over de geschiedenis en de bronnen daarvan lijken subjectief. In de literatuur wordt heel divers geschreven over de geschiedenis van de sociale psychologie.
De vier belangrijkste, opeenvolgende paradigma's (invalshoeken) kunnen als volgt worden weergegeven:
1. Cognitive miser (1970 - '80): Mensen handelen niet op basis van volledig geïnformeerde beslissingen, maar gebruiken vuistregels om energie te besparen.
2. Flawed perceiver (1980 - '90): Mensen baseren zich in hun handelen mede op fouten in hun waarneming van hun omgeving.
3. Motivated tactician (1990 -'00): Mensen zetten hun cognitieve energie tactisch in bij het maken van beslissingen.
4. Activated Actor (2000 - nu): Mensen worden bewust of onbewust beïnvloed (geprimed) door hun omgeving in hun gedrag

## Methoden en technieken bij de sociale psychologie
Een aan de huidige wetenschap ten grondslag liggende vorm is de op het determinisme (= de natuur is wetmatig en ordelijk opgebouwd) steunende wetenschappelijke methode.
De deterministische achtergrond betekent dat men uitgaat van oorzaak-gevolgrelaties of causaliteit: er is geen plaats voor het toeval.
Daarbij hanteert men de empirische benadering; dit in tegenstelling tot de rationele benadering (studeerkamermethode). Empirisch wil zeggen dat men op een geordende wijze data opzoekt en verwerkt.
Wetenschap is erop gericht methodisch te werk te gaan en niet 'zomaar wat te concluderen of te beoordelen'. Dit in tegenstelling tot 'populaire psychologie' waarbij iedereen meent te weten hoe het zit (H.C.J. Duijker, 1966, Prof. Drenth).
Aspecten van degelijk methodisch onderzoek:
- Voorspellingen komen overeen met feiten. Zowel kennis uit eerder onderzoek (feiten) als wat betreft toekomstige observaties (gedachten en hypotheses).
- De nieuwe theorie is consistent met de bestaande 'body of knowledge'.
- Eenvoud wordt nagestreefd. Relatief weinig concepten worden gebruikt voor fenomenen, waarbij heldere en eenduidige definities worden gebruikt. Het in stand houden daarvan is van belang. Het in andere woorden weergeven van een oorspronkelijk concept, of er iets bij verzinnen dat niet onderzocht is, maakt dat de essentie verloren kan gaan.
- Goed onderzoek stimuleert nieuw onderzoek en versterkt de wetenschap en haar toepassingen.

De vier wegen waarlangs men informatie opdoet kent iedereen en gebruikt feitelijk ook iedereen. In de wetenschap wordt echter gewerkt met een gestructureerde methodiek. Een experiment dient herhaalbaar of reproduceerbaar te zijn. Verder kan er onderscheid gemaakt worden tussen kwantitatief en kwalitatief onderzoek.
De vier wegen zijn:
- verzamelen van documenten en voorwerpen. Dit betreft meestal archiefonderzoek. Het verzamelen en toetsen van betrouwbare bronnen is daarbij van groot belang. Meerdere liefst oorspronkelijke bronnen dienen te worden gebruikt, ten behoeve van de betrouwbaarheid van de informatie. (J. Hogan a.o., 2009)
- mensen vragen om informatie middels interviews of vragenlijsten (div. auteurs)
- observeren van mensen in de praktijk (div. auteurs)
- experimenten die methodisch zijn opgezet en herhaalbaar zijn (W.Wundt en volgelingen).

De wijze van het verzamelen en verwerken van gegevens is essentieel. Bij kwantitatief onderzoek wordt gewerkt met de representatieve steekproef, statistiek en het vaststellen van causale verbanden. Een gevonden verband kan blijken niet causaal te zijn. Het werken met vragenlijsten vraagt om een juist ontwerp en formulering van de vragen. De keuze of er open vragen worden toegevoegd. Open vragen geen meer en specifiekere informatie, echter de verwerking kost meer tijd en dus geld. Een ander punt is dat vragen sociaal wenselijk kunnen worden ingevuld. Betrouwbaarheid van resultaten is een aspect.
Interviews kunnen (semi)-gestructureerd zijn. Het belangrijkste aspect van dit kwalitatieve onderzoek is, naast helderheid over de hypothese die wordt onderzocht, empatie - sensaties. Dit is een aangeboren eigenschap. Empathie wordt vaak verward met sympathie en verkeerd gedefinieerd. (Prof. R. Stake, 2010). Experimenten dienen zodanig te worden opgezet dat zo min mogelijk  bias optreedt. In gedegen onderzoek worden meerdere experimenten uitgevoerd om bias uit de resultaten te filteren.

## Thema's uit de sociale psychologie
- Hoe beïnvloedt stereotypering van groepen in de samenleving menselijk gedrag naar anderen? Een voorbeeld is dat mensen heel makkelijk zeggen 'hij is een narcist' of 'hij heeft ADHD'. Dit als leek opplakken van een psychiatrische sticker kan grote gevolgen hebben voor een individu in een groep, en het zelfbeeld ondermijnen. Voorzichtigheid met oordelen is op zijn plaats (diverse auteurs).
- Wat is het effect van een groep op mensen? Waarom blijken mensen zich anders te gaan gedragen in een groep en minder voor zichzelf te denken? (Freud, Le Bon, McDougall). Anderen ontkennen dit effect (F.H. Allport).
- Hoe worden mensen in hun gedrag onbewust beïnvloed door bijvoorbeeld reclame of een politieke campagne?
- Wat is de invloed van verschillen in taalgebruik, denken, gevoelens en communicatie op de interactie tussen mensen uit verschillende culturen? Is dit het terrein van de sociologie, antropologie, psychologie?

## Enkele van de bekendste experimenten en studies met naam
- Kurt Lewin wordt soms nog aangehaald vanwege zijn T-groups en action-research. De beperking van deze methodiek is dat het een ongeleid experiment betreft. Wat men dan meet is zeer situationeel, en afhankelijk van de aanwezigen. Het is meestal niet representatief voor andere situaties.
- Stanford-gevangenisexperiment (1971).
- Milgrams gehoorzaamheidsexperiment (1963): mensen hebben een neiging om autoriteiten te gehoorzamen. In dit experiment bleek ruim 60% van de proefpersonen bereid de opdracht van de onderzoeksleider op te volgen om een andere proefpersoon - een ingehuurde acteur - een schok van 450 volt toe te dienen. Er is veel kritiek op de ethische kant van dit experiment.
- De overeenstemmingsexperimenten van Asch (1955). Een aantal door Asch verrichte studies liet zien hoe sterk de drang naar conformiteit kan zijn. In zijn bekendste studie moesten proefpersonen aangeven welk van drie lijntjes precies even groot was als een opgegeven voorbeeldlijn. Hoewel iedereen dat vrij gemakkelijk kon aangeven, gaven veel proefpersonen een fout antwoord als een aantal voorafgaande proefpersonen (ingehuurde acteurs) een foutief antwoord had gegeven. De proefpersonen conformeerden zich dus, tegen beter weten in, aan het groepsstandpunt.
- Muzafer Sherifs (1954) Robbers Cave-experiment, over agressie. In dit onderzoek werd een groep jongens in twee groepen opgedeeld, die competitieve opdrachten tegen elkaar moesten uitvoeren. Dat leidde tot veel agressie en vijandigheid tussen de twee groepen. Door de groepen later weer te laten samenwerken om een gezamenlijk doel te halen, werd de agressie langzaam minder. Het gevonden resultaat is echter niet zonder meer breder toepasbaar. Bij volwassenen werkt dit mogelijk anders, en bovendien is agressie een zeer complex fenomeen. Er bestaan vele theorieën en modellen omtrent agressie, die deels wortelen in de psychiatrie.
- Leon Festinger 's cognitieve dissonantie-onderzoek. Proefpersonen die 1 dollar kregen om (op aangeven van de onderzoeker) tegen een schijnbare collega te zeggen dat een door hen zojuist verrichte, uiterst saaie taak heel leuk was, vonden de taak uiteindelijk leuker dan proefpersonen die daar 20 dollar voor kregen. De verklaring hiervoor is dat degenen die liegen voor 20 dollar beseffen dat ze dit deden voor het geld. Daardoor wordt de cognitieve dissonantie - tussen het besef dat de taak saai was en het zeggen dat ze boeiend was - opgeheven. Voor degenen die 1 dollar kregen volstaat die uitleg niet, daarom proberen ze zichzelf ervan te overtuigen dat de taak helemaal niet zo saai was. Dit fenomeen doet zich continue voor: mensen neigen ertoe hun gedrag achteraf te blijven verantwoorden voor zichzelf. Dit leidt vaak tot boosheid op degene die een nieuw, tegengesteld gezichtspunt aankaart dat bovendien klopt. Het is kennelijk lastig te erkennen dat men lange tijd een verkeerd gezichtspunt had. Het klokkenluiders-effect is hiervan een voorbeeld: de waarheidsvinders worden de zondebok.
- Robert Zajoncs sociale facilitatie-onderzoek. Proefpersonen die een ingewikkelde taak moesten uitvoeren terwijl anderen op hun vingers stonden te kijken, maakten meer fouten dan wanneer er niemand toekeek. Blijkbaar roept de aanwezigheid van anderen een bepaalde spanning op die onzeker maakt. Bij een eenvoudige taak stelt men precies het omgekeerde vast: hier presteert men juist beter als anderen toekijken. Het interessante is dat Zajonc beide soorten vaststellingen met een enkele theorie kon verklaren.
- Jozef Nuttin, geïnspireerd door Leon Festinger, onderzocht en definieerde het naamlettereffect.